# Trka na prstenac
Trka na prstenac je viteška igra koja se održava pretposljednjeg vikenda u kolovozu u Barbanu, koja je zadnjih godina postala zaštitnim znakom tog mjesta, te jedna od najpoznatijih ljetnih priredbi u Istri.

## Povijest
Prvi zapisi o trci na prstenac potječu iz 1696. godine, kada ju je organizirala mletačka obitelj Loredan (pod čijim je vlasništvu tada bio Barban) kako bi u vrijeme sajamskih priredbi privukli što više posjetitelja. Natjecatelji su većinom bili plemići i građani iz istarskih gradova koji su posjedovali konja i vitešku opremu.
U tisućljetnoj su se prošlosti Barbana događaji smjenjivali takvom brzinom da ni povijest nije uspjela sve zabilježiti, ali zato jedan nije mogao promaći kroničarima. Ne zbog toga što bi bio značajniji od ostalih – već iz jednostavnog razloga što je to “Trka na prstenac”. Nadživjela je okvire povijesnih viteških igara, te vođena ogromnom životnom snagom i pokojom inspiracijom povijesnih suputnika, “dotrčala” je s kraja sedamnaestoga na kraj dvadesetoga stoljeća. U tom povijesnom slijedu, zapisujemo godinu 1696. uz koju vezujemo najstariji zapis o Trci.
To je “pritajeno zrno”, proklijalo poslije 280 godina. Na puteljku što od središta Barbana vodi prema Gradišću, svaki je dodir koplja i prstenca bio zvonjava u čast jedne obnovljene tradicije. Ta “barbanska zvona”ne bi danas grmjela tako snažno da nije bilo dr. Danila Klena, povjesničara koji je istražio i objavio podatke o prvim trkama na prstenac. Barbanac, prof. Mario Kalčić publicirao je ta znanstvena istraživanja, i ona su u Barbanu naišla na plodno tlo. Prema tim su podacima studenti iz Istre, okupljeni u klubu “Mate Balota” u Zagrebu, članovi sportskog društva Barban u suradnji s barbanskim aktivistima i Katedrom Čakavskog sabora rekonstruirali “Trku na prstenac” i predstavili je 14. kolovoza 1976. godine na “Istrijadi”. Otada se svake godine održava pretposljednjeg vikenda u kolovozu.

## Opis
Igra je slična sinjskoj alci, te je njen cilj unutar 12 sekunda u punom galopu preći stazu dugačku 150 metara te kopljem pogoditi prstenac. Prstenac se sastoji od dva koncentrična kruga međusobno spojena tako da između čine četiri polja. Pogodak u sredinu donosi tri boda, iznad sredine dva, ispod jedan i sa strane po pola boda. Pogodak i broj bodova potvrđuju suci, pred koje se jahač s prstencem na koplju mora vratiti čim se zaustavi. Svi natjecatelji stazu prolaze tri puta, te na kraju onaj s najviše bodova postaje slavodobitnik. 
Od 1995. održava se i prednatjecanje nazvano Trka na viticu.
U planu je uvrštavanje Trke na popis nematerijalne hrvatske kulturne baštine, a zatim i na popis nematerijalne svjetske baštine.

## Slavodobitnici
Trka za prstenac
- Ottavio Quellis, 1696.
- Antun Rovis, 1703.
- Vazmoslav Vale, 1976., 1978., 1979., 1986.
- Mario Kožljan, 1977., 1981.
- Rikardo Ciceran, 1980.
- Ervino Špada, 1982.
- Zdravko Prhat, 1983., 1990., 1993.
- Aldo Kožljan, 1984., 1985.
- Bruno Kožljan, 1987., 1989., 2016.
- Darko Kolić, 1988.
- Rade Buić, 1991.
- Maksimilijan Rojnić, 1992., 1998., 2002.
- Miro Grgorović, 1994., 1996., 2000.
- Josip Kožljan, 1995.
- Gvido Babić, 1997.
- Mario Učkar, 1999., 2001., 2005.
- Silvio Učkar, 2003.
- Danijel Učkar, 2004., 2006.
- Aleksa Vale, 2007., 2010.
- Kristijan Kancelar, 2008., 2018.
- Toni Uravić, 2009.
- Goran Špada, 2011.
- Samuel Štoković, 2012.
- Andrej Kancelar, 2013., 2014.
- Nandi Radola, 2015.
- Bruno Kožljan 2016.
- Maksimilijan Rojnić 2017.
- Petar Benčić 2019.
- Antonio Osip 2020.
- Luka Kancelar 2021.
- Petar Benčić 2022.
- Daniel Broskvar 2023.
- Erik Žagrić 2024.

Trka za viticu
- Miro Grgorović, 1995., 1996., 2000., 2001.
- Bruno Kožljan, 1997., 2007., 2015.
- Darko Kolić, 1998.
- Gvido Babić, 1999.
- Maksimilijan Rojnić, 2002., 2004., 2010., 2017.
- Petar Benčić, 2003., 2008.
- Mauricio Učkar, 2005.
- Gordan Galant, 2006., 2013.
- Milio Grabrović, 2009., 2020.
- Silvio Učkar, 2011., 2014.
- Toni Uravić, 2012.
- Luka Kancelar, 2016.
- Bruno Celija, 2018., 2019.

## Vanjske poveznice
- Službena web-stranica